# 浦东1号2号航站楼站
浦东1号2号航站楼站位於中华人民共和国上海市浦东新区祝桥镇上海浦东国际机场第一与第二航站楼之间，是上海地铁2号线、上海磁浮示范运营线與上海市域铁路机场联络线的换乘站。地铁、磁浮车站原名浦东国际机场站，机场联络线车站工程名為浦东机场站，2024年9月21日均改为现名。三条线路各自独立运营，所有方向均只可出站换乘。

## 歷史

### 磁浮线
- 2002年12月31日：當時的中华人民共和国國務院總理朱鎔基與德國总理施羅德，在龍陽路站為上海磁浮示範運營線通車剪綵儀式後，曾一同乘坐磁浮列車前往浦東國際機場站[3]。

### 2号线
- 2010年4月8日：上海轨道交通2号线东延伸二期通车[4]。
- 2018年7月初，为配合2号线全线贯通运行的要求，该站的1.2m安全栏杆被拆除，并更换上1.5m的安全门。
- 2024年9月21日，本站由“浦东国际机场站（英語：Pudong International Airport Station）”更名为“浦东1号2号航站楼站（英語：Pudong Airport Terminal 1&2 Station）”[2]。

### 机场联络线
- 2018年12月29日：机场联络线浦东机场站与三期扩建交通配套工程一同开工。[5]
- 2022年7月18日：车站一区工程完成结构封顶。[6]
- 2024年12月27日：机场联络线站體启用，预留有国铁跨线业务。

## 车站结构
2号线與磁浮线的站體皆为地面側式月台，而机场联络线的站體則為島式月台。

### 楼层分布
| 地上二层 | 机场联络线出入口              | 1-6出入口                                          |                    |                    |
|          | 地铁、磁浮线站厅              | 票务服务、自动售票机、人工服务台                   |                    |                    |
| 地面层   | 侧式站台，右侧开门            | 侧式站台，右侧开门                                 | 侧式站台，右侧开门 | 侧式站台，右侧开门 |
|          |                               | █ 2号线 往国家会展中心（海天三路）                 |                    |                    |
|          |                               | █ 2号线 终点站 落客站台                            |                    |                    |
|          | 侧式站台，右侧开门            |                                                    |                    |                    |
|          | 侧式站台，左侧开门            |                                                    |                    |                    |
|          | Ｂ站台                        | █ 磁浮线 往龙阳路（终点站）                        |                    |                    |
|          | Ａ站台                        | █ 磁浮线 往龙阳路（终点站）                        |                    |                    |
|          | 侧式站台，右侧开门            |                                                    |                    |                    |
| 地下一层 | 机场联络线站厅                | 票务服务、自动售票机、人工服务台                   |                    |                    |
| 地下二层 |                               | █ 市域机场线 往虹桥2号航站楼（上海国际旅游度假区） |                    |                    |
|          | 岛式站台，↑右侧开门 ↓左侧开门 |                                                    |                    |                    |
|          |                               | █ 市域机场线 往虹桥2号航站楼（上海国际旅游度假区） |                    |                    |

### 地铁
浦东1号2号航站楼站站厅位于1号和2号航站楼中间二层，与两座航站楼6座长150米的廊道相连，步行时间约5分钟。磁浮和地铁车站站厅分列于中间廊道的左右两侧，总面积4.5万平方米。
地铁站厅位于中厅南侧，长400米，宽50米。
地铁站台位于一層地面磁浮站台东侧，设两个侧式站台，其中一个为下客站台，另一个为上客站台。列车抵达车站后于站台南边的折返线掉头。

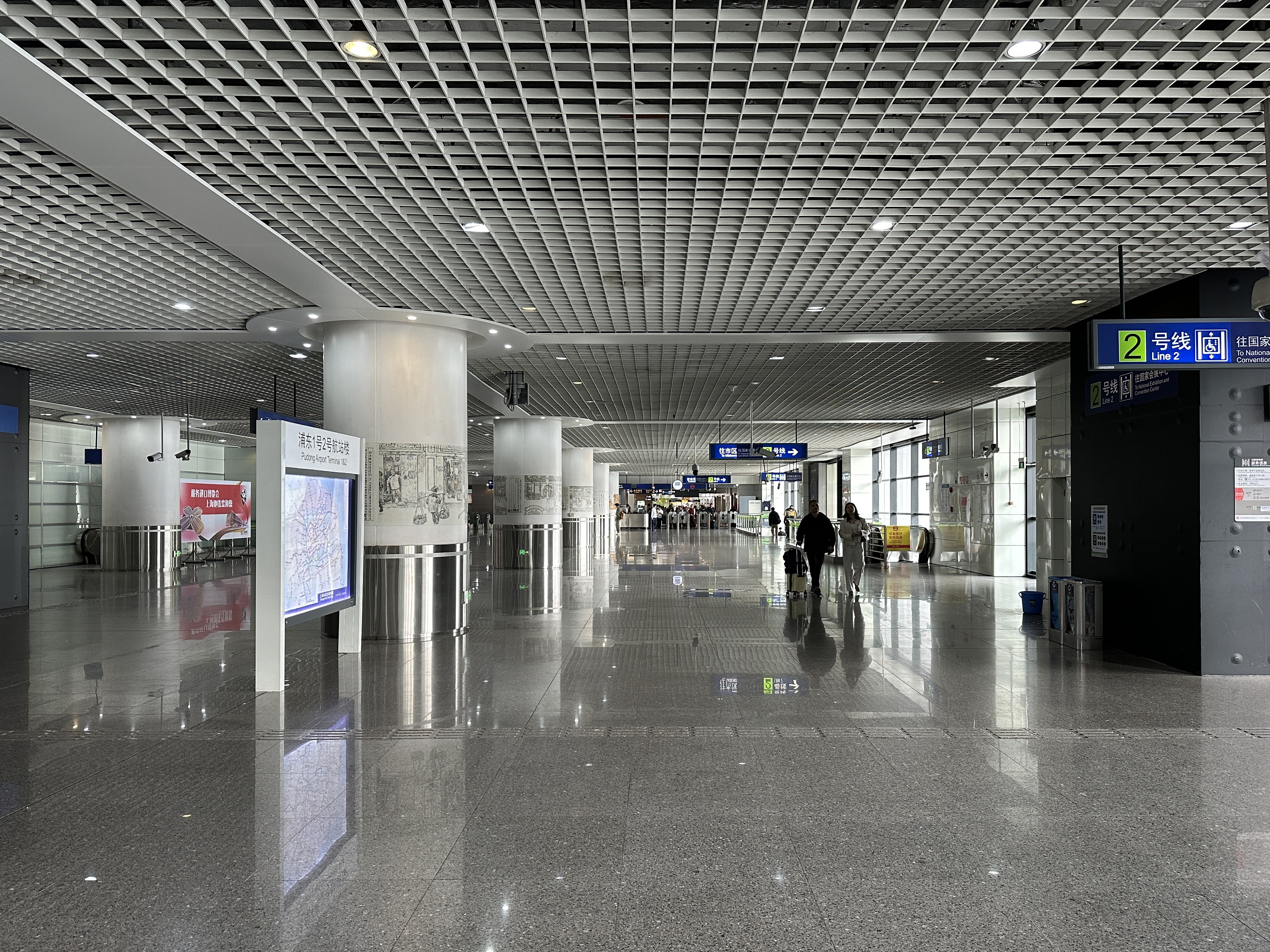
地铁站厅
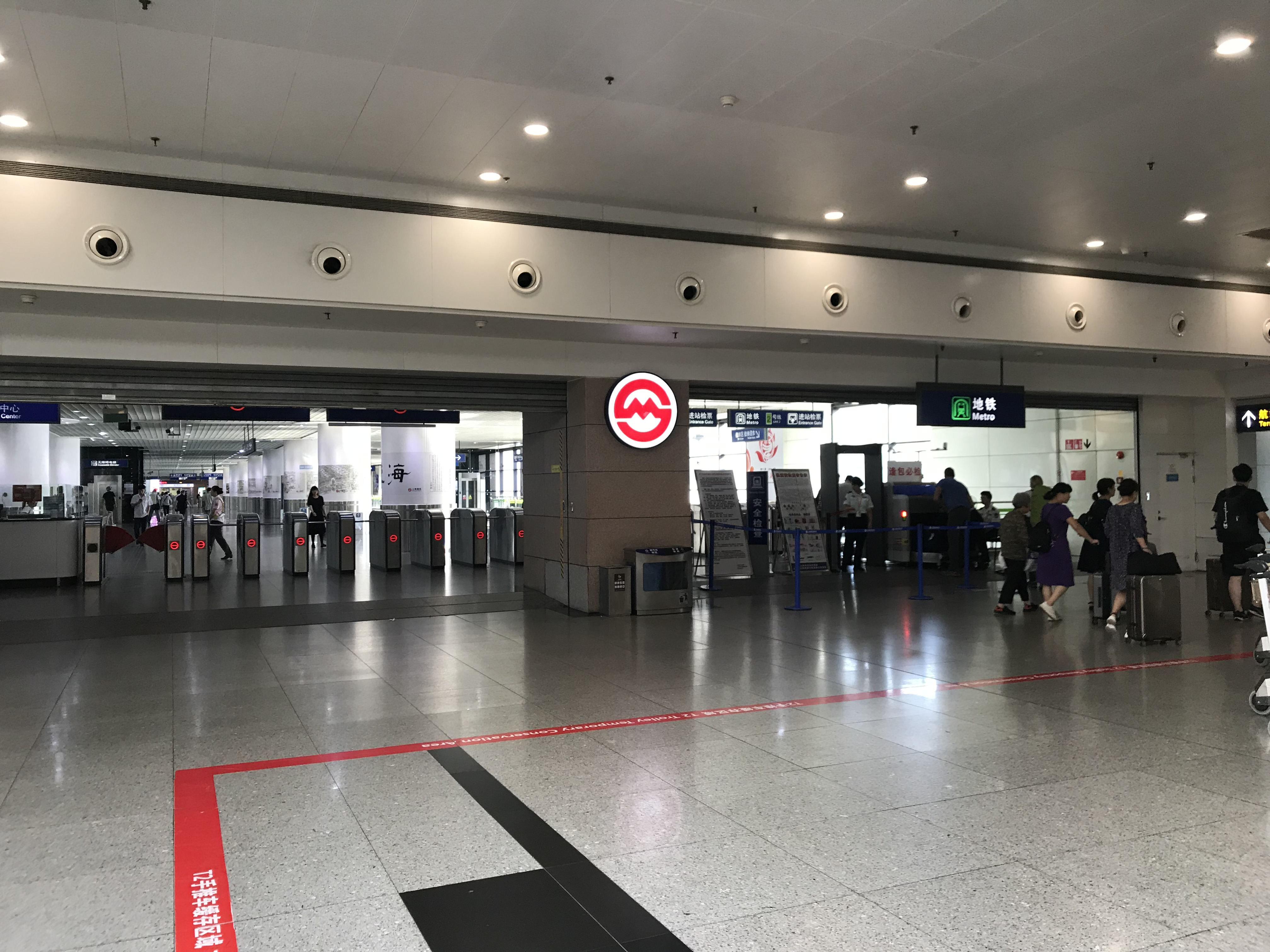
地铁站厅入口
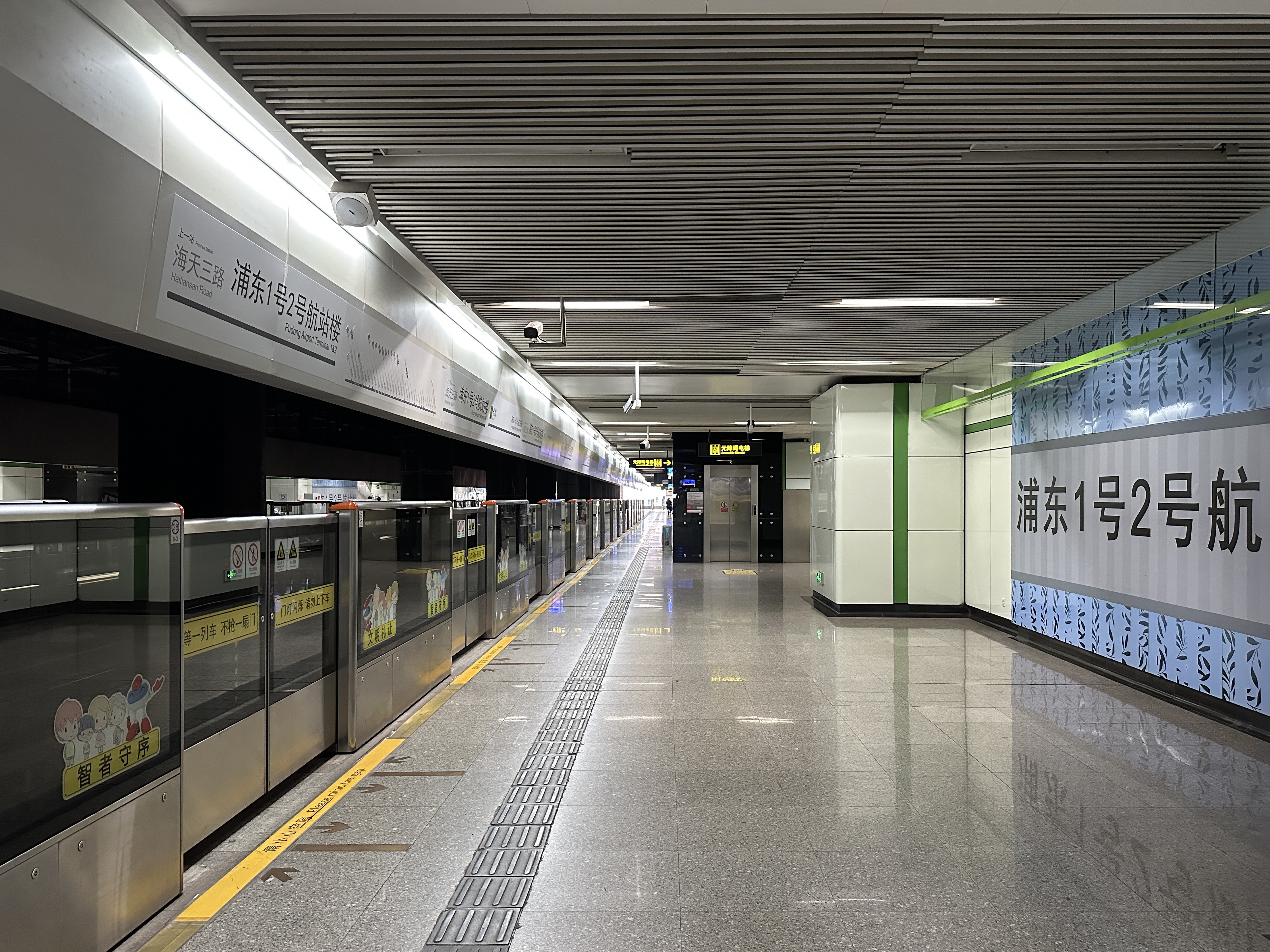
2号线站台
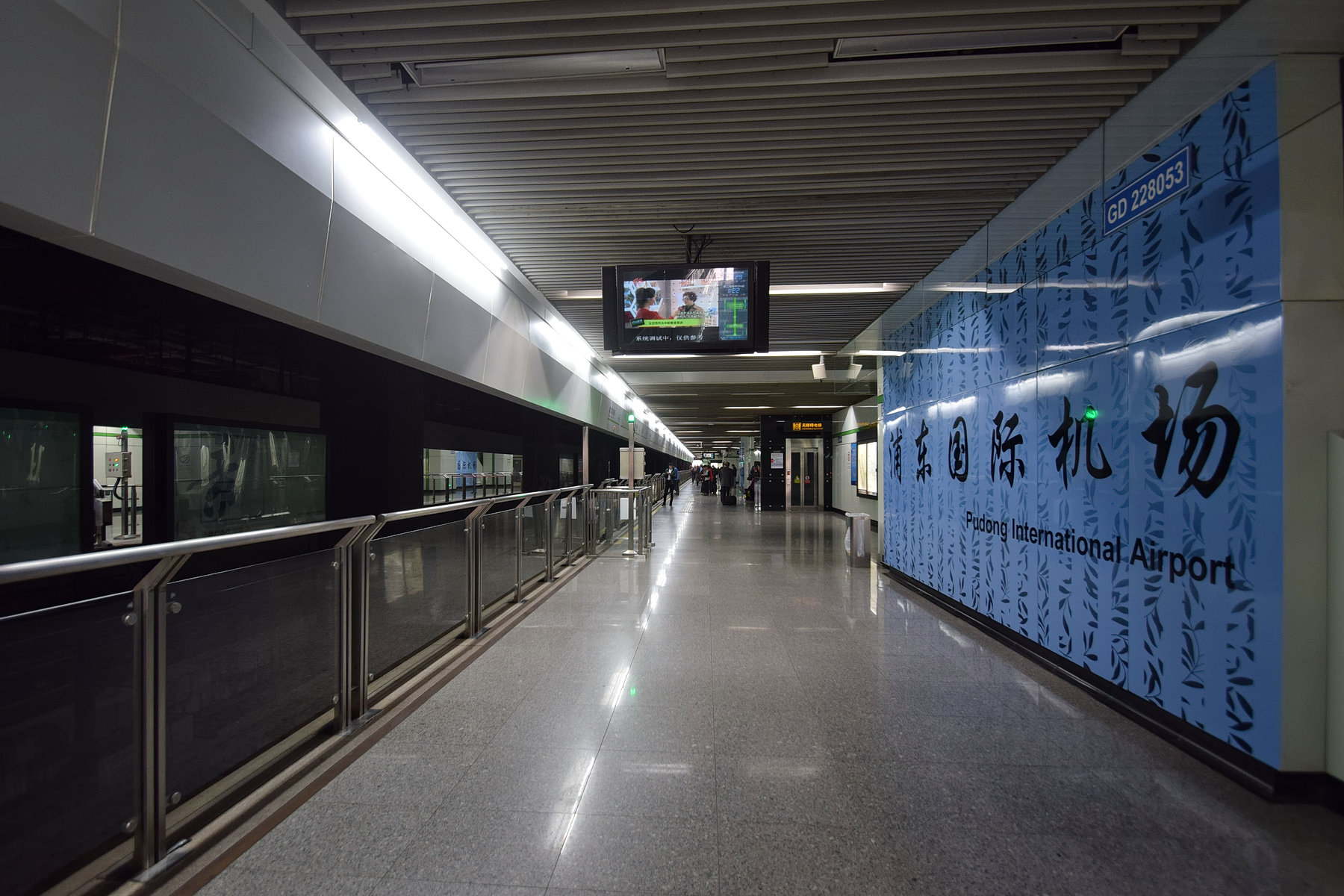
站台门翻新前的2号线站台
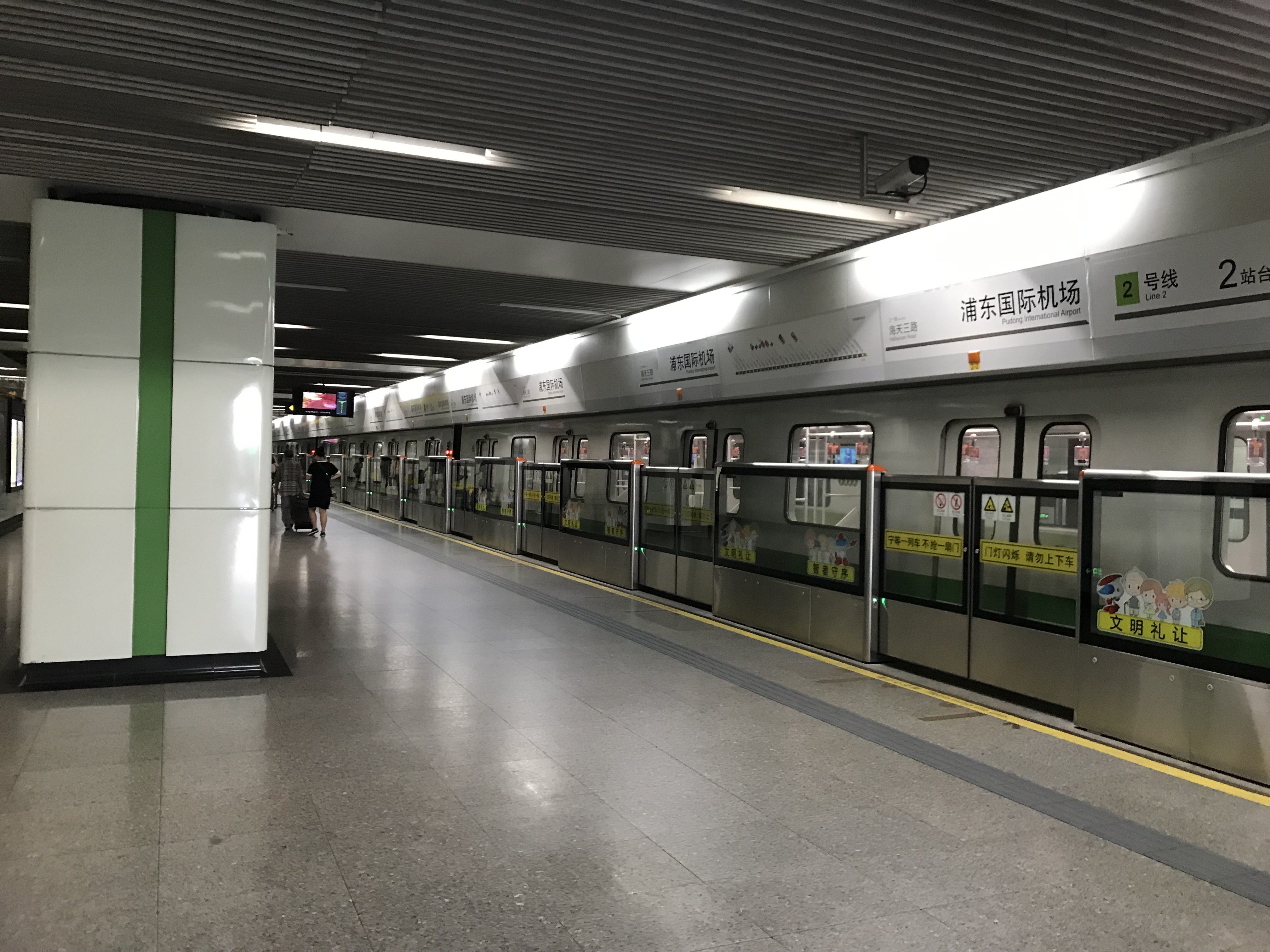
安装半高站台门的站台（2019年8月）

### 磁浮線
磁浮站台位于一层地面。磁浮站台呈方形，设两个侧式站台，站台两端被封闭。由于磁悬浮线为双折返运行，因此两个站台均能前往龙阳路方向。
磁浮站厅位于中厅北侧，面积6000平方米。进站口位于站厅南北两侧，四周则为餐厅。车站站厅吊顶为树叶状的立体灯，地面则为大理石地砖。

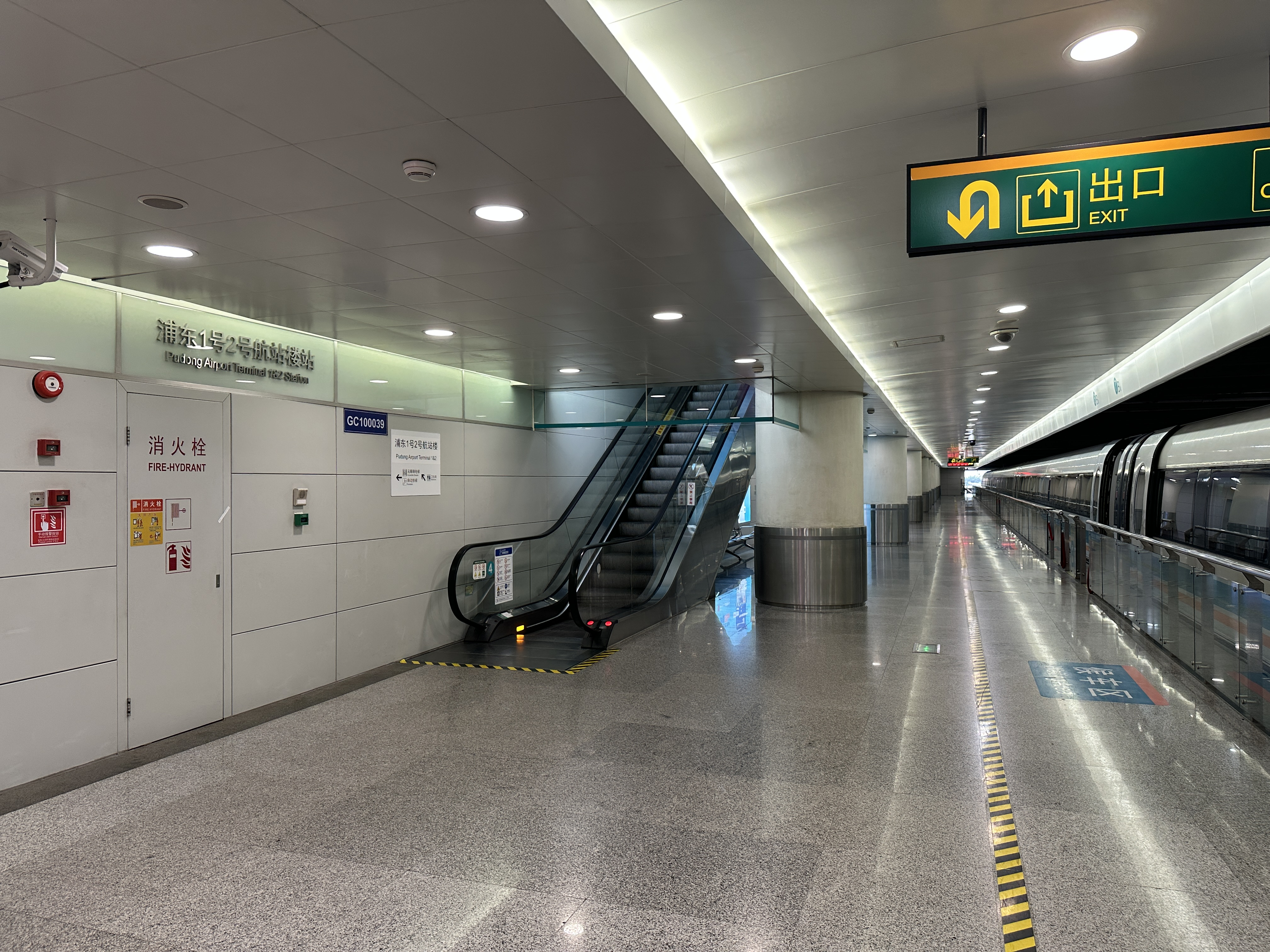
磁浮站台
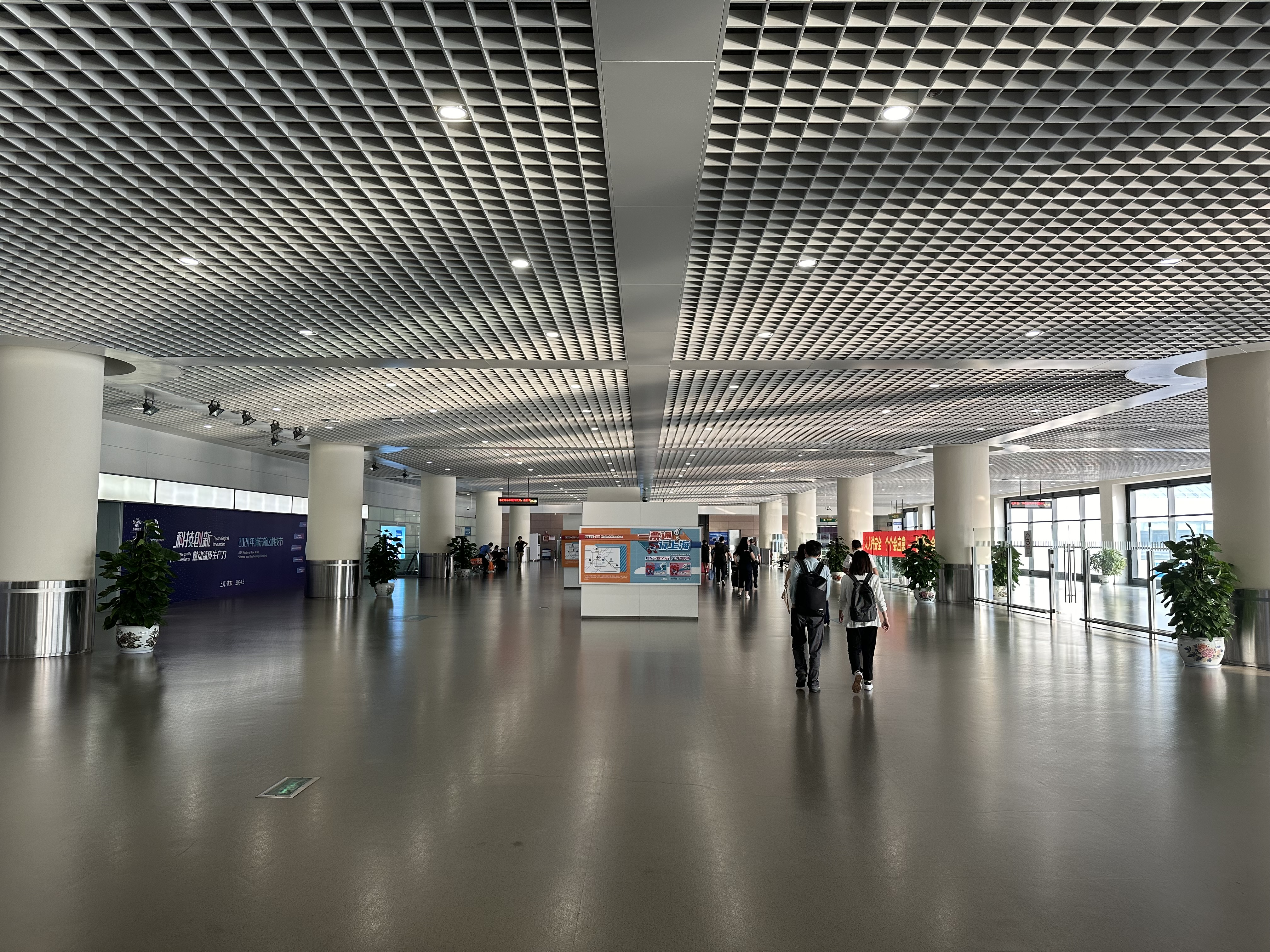
磁浮站厅
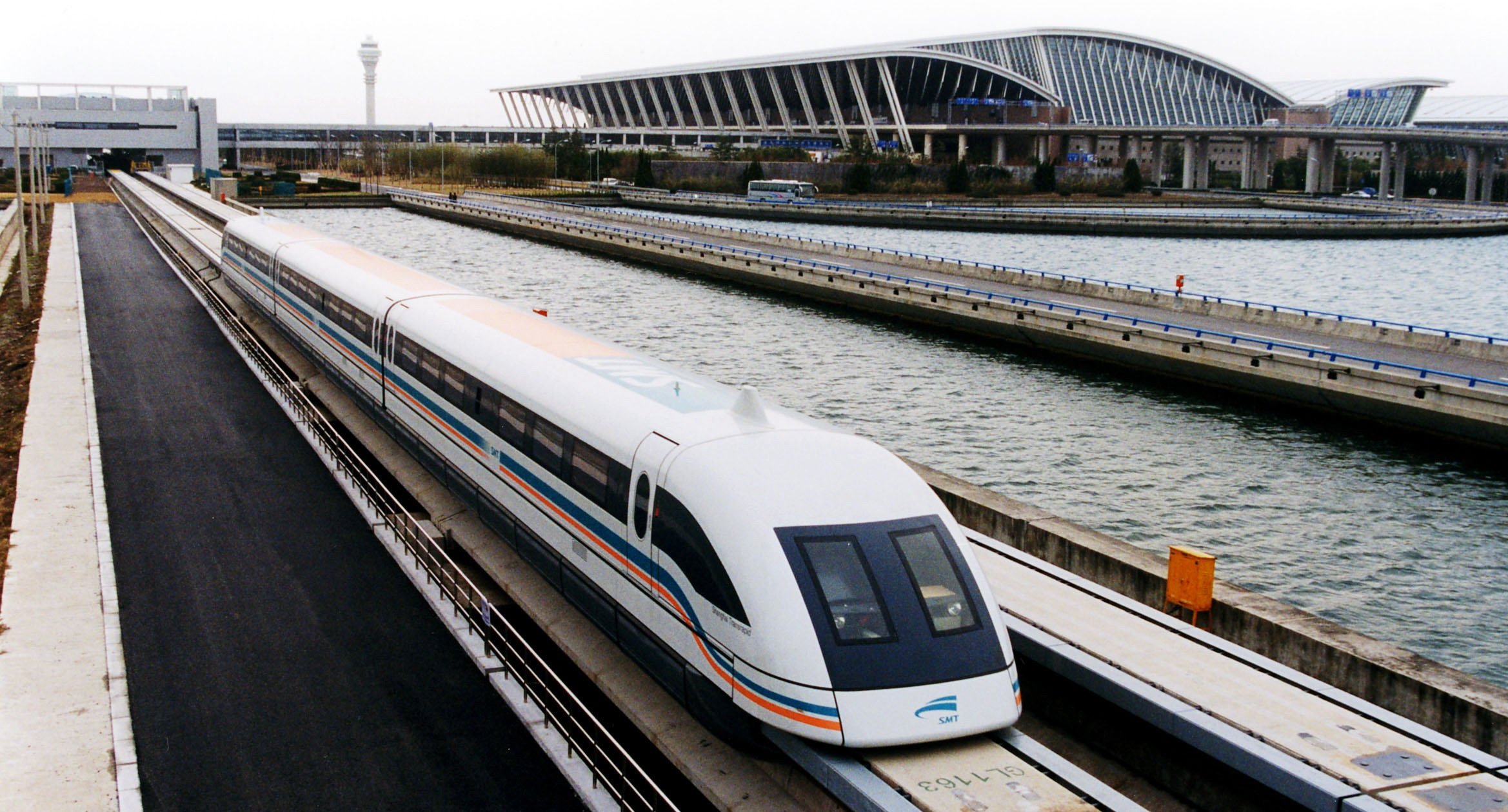
磁浮列车驶出车站
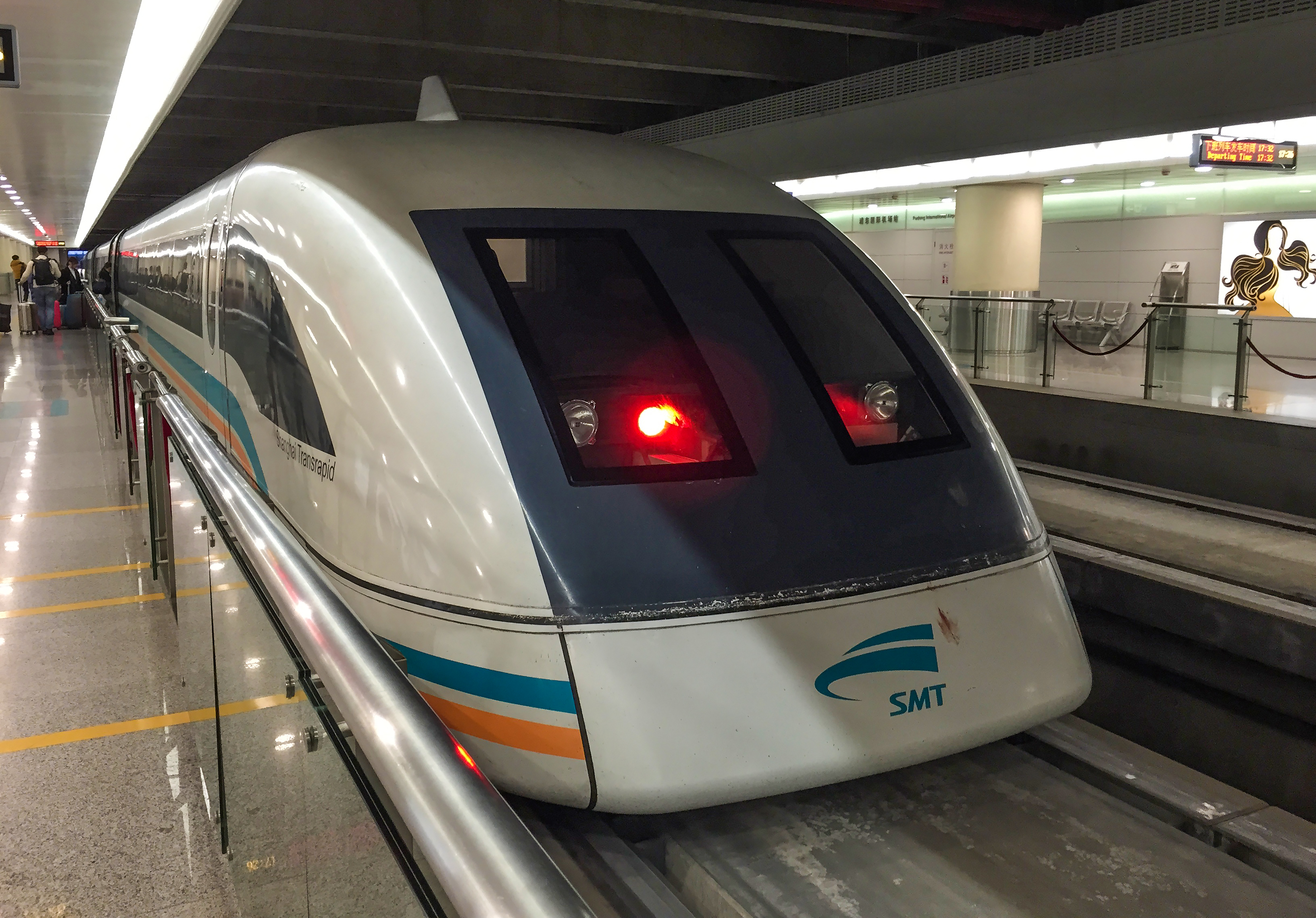
磁浮列车停靠

### 市域铁路

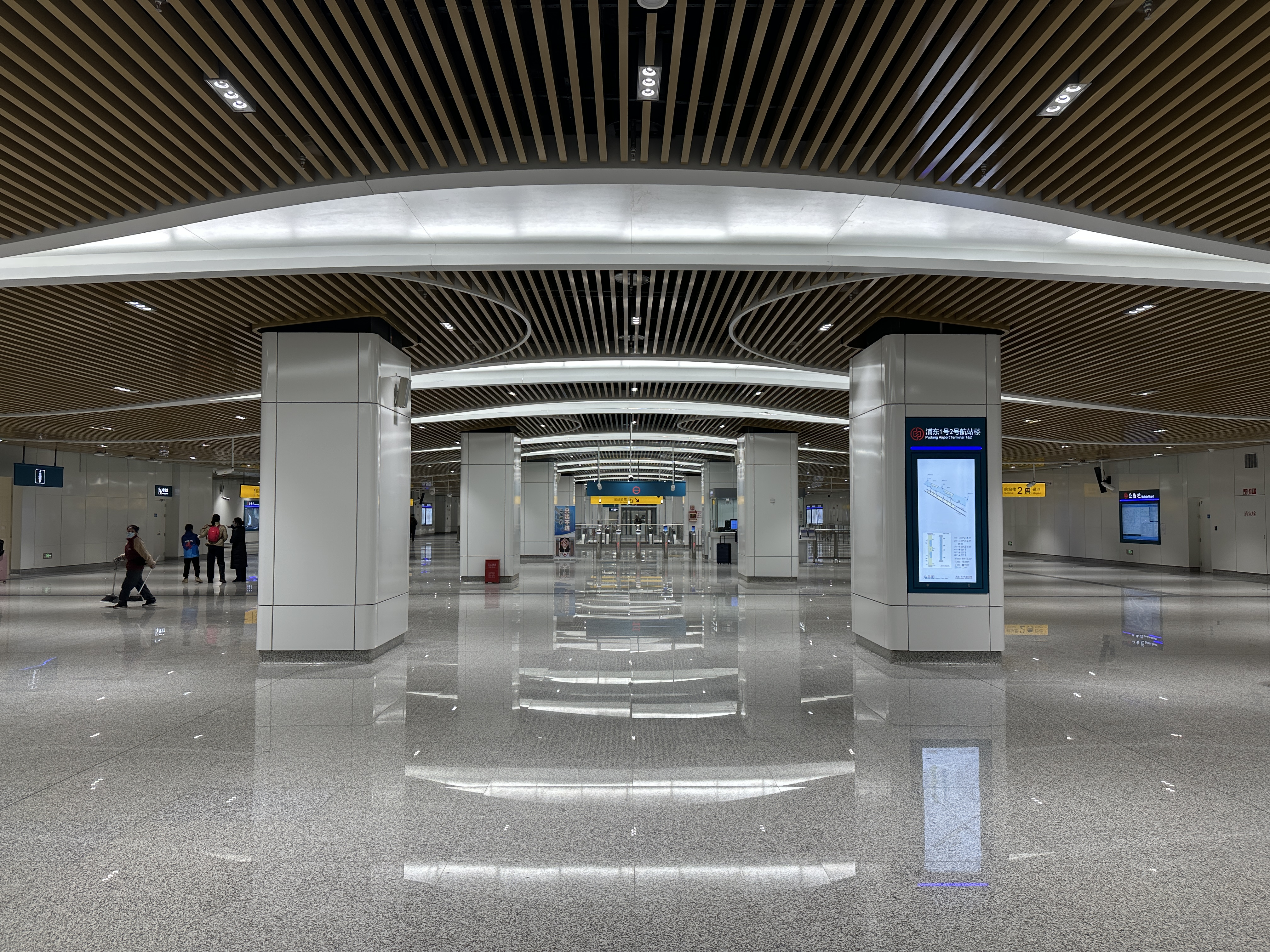
市域机场线站厅

机场联络线浦东1号2号航站楼站全长557米、宽35米，总建筑面积4.6万平方米，最大开挖深度25米。本站预留有8节编组国铁列车正常停站运营条件，同时在220米长度有效站外之外，设置有450米长度16节编组国铁列车消防疏散站台；站台外侧设16节编组国铁列车越行线。站厅市域付费区两侧通过隔断设置单独的国铁候车区，目前空置。结合车站中间为常用部分、两端为16编组消防通道的特点，车站的通风设备被分为三组，一组较大的位于中间服务常用区域，两组较小的位于两端。
本站施工期间占用迎宾高速北向南全部五条车道。根据交通测算，2019年卫星厅启用后至疫情前，该路段每小时车流量约3220辆，若无特殊情况2022年车流量可达到3700辆。该路段在施工期间临时改道至P1停车场楼顶，由于疫情原因实际车流量不如预期（每小时约2400辆），未出现交通拥堵情况。

## 车站出口
2号线与磁浮线站厅位于地上二层，市域机场线站厅位于地下一层，三条线路站厅相互不连通，出入口均独立设置。其中2号线与磁浮线站厅与浦东机场T1T2航站楼地上二层连通道位于同一楼层，不设置无障碍设施；2号线站厅南北两侧出入口标识为A、B区出入口，磁浮线站厅南北两侧出入口标识为1、2号出入口。市域机场线各出入口自地下一层站厅直达地上二层联通到，设有1-6号出入口，其中1-3号口由于夹在迎宾高速和交通中心的狭小缝隙内，仅设无障碍电梯，成为上海首例。经过验算，这三个出口每处设两部电梯，可以满足正常出入需要。
| 出口编号            | 出口指示                          | 照片           |
| 连通 2号线站厅      | 连通 2号线站厅                    | 连通 2号线站厅 |
| ------------------- | --------------------------------- | -------------- |
| A · 出口            | 五洲南路，大洋洲街                |                |
| B · 出口            | 五洲中路，大洋洲街，磁浮2号出入口 |                |
| 连通 磁浮线站厅     |                                   |                |
| 1 · 出口            | 五洲北路，欧洲街                  |                |
| 2 · 出口            | 五洲中路，欧洲街，地铁B区出入口   |                |
| 连通 市域机场线站厅 |                                   |                |
| 1 · 出口 · （设有） | 五洲北路                          |                |
| 2 · 出口 · （设有） | 五洲中路                          |                |
| 3 · 出口 · （设有） | 五洲南路                          |                |
| 4 · 出口            | 五洲南路                          |                |
| 5 · 出口            | 五洲中路                          |                |
| 6 · 出口            | 五洲北路                          |                |
| 图例： 设有         |                                   |                |

## 接驳交通

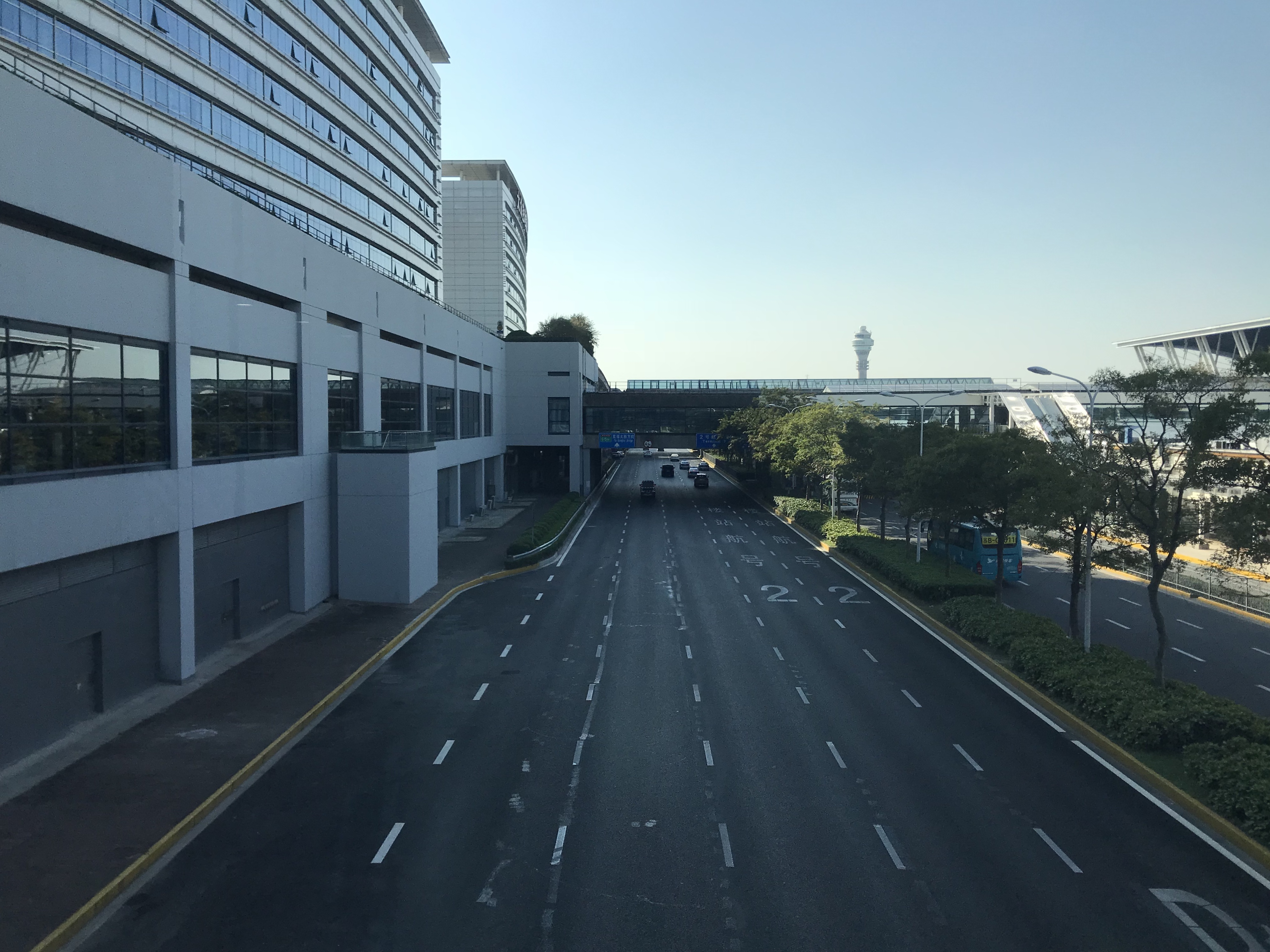
车站附近道路

| 线路名称       | 始发站           | 终点站             | 运营时间                   | 备注                   |
| -------------- | ---------------- | ------------------ | -------------------------- | ---------------------- |
| 机场一线       | 上海浦东国际机场 | 虹桥枢纽东交通中心 | 06:00-23:00                |                        |
| 机场二线       | 上海浦东国际机场 | 静安寺城市航站楼   | 06:30-23:00                |                        |
| 机场四线       | 上海浦东国际机场 | 虹口足球场         | 05:00-21:30                |                        |
| 机场五线       | 上海浦东国际机场 | 上海火车站南广场   | 06:30-23:00                |                        |
| 机场七线       | 上海浦东国际机场 | 上海南站           | 07:00-23:00                |                        |
| 机场八线       | 上海浦东国际机场 | 南汇汽车站         | 07:00-19:30                | 区间至南汇公路周祝公路 |
| 机场九线       | 上海浦东国际机场 | 莘庄地铁站南广场   | 06:00-23:00                |                        |
| 机场守航夜宵线 | 上海浦东国际机场 | 虹桥枢纽东交通中心 | 23:00-当日航班结束后45分钟 |                        |